# عزمي وأشجان (مسلسل)
عزمي وأشجان مسلسل تلفزيوني مصري اجتماعي كوميدي.

## القصة
يقدم كل من حسن الرداد وإيمي سمير غانم ضمن أحدث العمل دور "نصابين"، يخططان دائما لتنفذ عمليات نصب بعد أن كونا عصابة، تضم نسرين أمين و أحمد سلطان، يتعرضون للكثير من المواقف الكوميدية أثناء عمليات السرقة، تتبعهم الشرطة للقبض عليهم كذلك المحقق الذي يقوم بدوره محمد ثروت، وفي كل حلقة يتعرضون لموقف كوميدي جديد مع مجموعة من ضيوف الشرف.

## طاقم العمل
| - حسن الرداد: عزمي - إيمي سمير غانم: أشجان - سمير غانم: فايق - نسرين أمين: فيفي - محمد ثروت: أمهر رمانة الميزان - ملك قورة: نيفين - أحمد سلطان: عطا - بدرية طلبة:رجاء أم عزمي - أحمد محيي: عماد - محمد محمدي: الظابط حسام حبيب | - آدم وهدان: ابن عزمي واشجان - يوسف خليفة: أبو العنين ح3 - طاهر أبو ليلة:محامي ح3 - حسين حجاج: كرعون الحلقة 4، 5 - محمد لطفي: المعلم شامط الحنين ح 4، 5 - رجاء الجداوي: اشجار البلحاوي ح6، 7، 18، 22 - نيرة عارف - رضا حامد: محمد الجمل ح7 - سامي مغاوري:اللواء مشهور ح7، 12، 15، 18، 22، 28 - علي الطيب:الشيخ يعقوب ح8 - مي سليم: شيرين ح8، 9، 10 | - ضياء الميرغني: زوج شيرين ح9، 10 - أمجد الحجار:الطبيب أمجد ح 11 - أحمد حلاوة:مختار الجوهري ح12، 13 - عزة بهاء: سيدا ح12، 13 - حمدي الميرغني:ريكي مارتن ح13، 14 - طلعت زكريا: العمدة ح15 إلى 17 - أحمد جمال سعيد: شامخ ح16، 17 - نادية العراقية: نواصي ح16، 17 - أحمد التهامي: عمرو الدياسطي ح19، 21 - محمد غنيم: أ. سالم صافي ح19 | - رضا عبد العال: بنفسه ح19، 20 - أيمن قنديل: أ. أمجد الزهيري ح20، 21 - طارق الإبياري: تحسين ح21، 26، 27، 29 - بسنت صيام: زوجة تحسين ح21، 27، 29 - ميسرة: علية سلمنكا - ضيفة شرف ح23 إلي 25 - سماح أنور: طبيبة بودي ح26 - بيومي فؤاد:حسان الدنجلي ح28 إلي 30 - ناصر سيف: جابر الدهشان ح28، 29 - شيكو: صلاح بسبوسة ح30 |

## هوامش
- عند بدأ التحضير للمسلسل كان يحمل اسم (وزة وبطة)، وغير الاسم بعد ذلك ليكون (عزمي وأشجان)، إلا إنه لم يتم الاستقرار على اسم حتى بدأ التصوير حيث عاد الحديث عن المسلسل تحت الاسم السابق (وزة وبطة)، إلا إنه مع بدأ التصوير ظهر اسم (عزمي وأشجان) مرة أخرى.
- يعد هذا المسلسل التعاون الأول على مستوى الدراما التليفزيونية بين المنتج (أحمد السبكي) والفنان (حسن الرداد)..

## وصلات خارجية
- صفحة مسلسل عزمي وأشجان على موقع السينما.كوم